# The Road to Hell
The Road to Hell je glasbeni album Chrisa Ree, ki je izšel leta 1989 in je eden najbolj znanih albumov tega izvajalca. Naslovnico zanj je izdelal priznani angleški umetnik Adrian Chesterman.

## Skladbe na albumu
Vse pesmi je napisal in uglasbil Chris Rea.
| Št.             | Naslov                        | Dolžina |
| --------------- | ----------------------------- | ------- |
| 1.              | „The Road to Hell (Part 1)‟   | 4:52    |
| 2.              | „The Road to Hell (Part 2)‟   | 4:30    |
| 3.              | „You Must Be Evil‟            | 4:20    |
| 4.              | „Texas‟                       | 5:09    |
| 5.              | „Looking for a Rainbow‟       | 8:20    |
| 6.              | „Your Warm and Tender Love‟   | 4:32    |
| 7.              | „Daytona‟                     | 5:04    |
| 8.              | „That's What They Always Say‟ | 4:27    |
| 9.              | „I Just Wanna Be with You‟    | 3:39    |
| 10.             | „Tell Me There's a Heaven‟    | 6:00    |
| Skupna dolžina: | Skupna dolžina:               | 50:53   |

## Ključne osebe pri nastanku albuma
- Chris Rea - vokal, kitara, klaviature, producent
- Robert Ahwai - kitara
- Eoghan O'Neill - bas kitara
- Kevin Leach - klaviature
- Max Middleton - klavir
- Martin Ditcham - bobni, tamburin
- Jon Kelly - producent
- Neil Amor - tonski mojster